# 間宏
間 宏（はざま ひろし、1929年9月25日 - 2009年8月14日）は、日本の社会学者。文学博士（論文博士・1966年）（学位論文「日本労務管理史研究 経営家族主義の形成と展開」）。

## 略歴
神奈川県横浜市出身。東京教育大学卒、1958年同大学院産業社会学博士課程満期退学。1966年「日本労務管理史研究 経営家族主義の形成と展開」で文学博士の学位を取得。1958年東京教育大学文学部助手、1961年専任講師、1964年助教授、1976年早稲田大学文学部教授。2000年定年、名誉教授。1975年『イギリスの社会と労使関係』で日経・経済図書文化賞受賞。産業・労働社会学、経営史。

## 著書
- 『日本的経営の系譜』日本能率協会 1963　文真堂 1989
- 『日本労務管理史研究 経営家族主義の形成と展開』ダイヤモンド社 1964
- 『日本的経営 集団主義の功罪』日本経済新聞社 日経新書　1971
- 『イギリスの社会と労使関係 比較社会学的考察』日本労働協会 1974
- 『日本における労使協調の底流 宇野利右衛門と工業教育会の活動』早稲田大学出版部 1978
- 『日本労務管理史研究 経営家族主義の形成と展開』御茶の水書房 1978
- 『経営福祉主義のすすめ』東洋経済新報社 東経選書　1979
- 『日本の使用者団体と労使関係 社会史的研究』日本労働協会 1981
- 『経営社会学 現代企業の理解のために』有斐閣 1989
- 『経済大国を作り上げた思想 高度経済成長期の労働エートス』文真堂 1996
- 『長期安定雇用』文眞堂 1998

### 共編著・監修
- 『新経営学全集 第3巻　人事管理と行動科学』田杉競、藤田忠,小野豊明共著 日本経営出版会　1967
- 『財界人思想全集 第5 財界人の労働観』編 ダイヤモンド社 1970
- 『われわれにとって企業とは何か』土屋守章ほか共著 東洋経済新報社 東経選書　1976
- 『日本経営史講座 第6巻 日本の企業と社会』責任編集　日本経済新聞社 1977
- 『経営と労働の社会学』北川隆吉共編 東京大学出版会 1985
- 『日本労務管理史資料集 監修・解説 五山堂書店 1987-1993
- 『高度経済成長下の生活世界』編著 文真堂 1994

### 翻訳
- S.M.ルークス『個人主義』監訳 御茶の水書房 1981